# Olga Barixeva
Olga Barixeva (rus: Ольга Фёдоровна Барышева-Коростелёва)  (Iekaterinburg, 24 d'agost de 1954) és una exjugadora de bàsquet i posteriorment entrenadora de bàsquet russa que va competir sota bandera soviètica durant les dècades de 1970 i 1980.
El 1976 va prendre part en els Jocs Olímpics de Mont-real, on guanyà la medalla d'or en la competició de bàsquet. Quatre anys més tard, als Jocs de Moscou, revalidà la medalla d'or. En el seu palmarès també destaquen dues medalles d'or al Campionat del Món de bàsquet (1975 i 1983) i cinc al Campionat d'Europa de bàsquet (1974, 1976, 1978, 1980 i 1981).